# Tengen (Germania)
Tengen è un comune tedesco di 4 840 abitanti, situato nel land del Baden-Württemberg.

## Storia
Dal 1663, la città di Tengen divenne sede del Principato di Auersperg, appannaggio della famiglia Auersperg.